# Виллем, Кристоф
Кристоф Виллем (фр. Christophe Willem, настоящее имя — Кристоф Дюрье; род. 3 августа 1983, Анген-ле-Бен, Франция) — французский певец и победитель четвёртой версии Nouvelle Star (французское шоу молодых талантов) в 2006 году.

## Ранние годы
Большую часть своей жизни Кристоф провёл в небольшом городе в департаменте Валь-д’Уаз, где его родители управляли школой вождения. В детстве он учился фигурному катанию и игре на пианино. Позднее — пению, будучи участником церковного хора «Молодые голоса». В четырнадцать лет уже сочинял собственные песни.
Перед тем, как Кристоф решил учиться на преподавателя экономики и менеджмента, он продолжал заниматься музыкой, и в 2004 году состоялся его дебют в фильме «Живой» Ричарда Анконины, где он сыграл роль Анри, молодого человека с бархатным голосом, которого, тем не менее, отказывались брать в мюзикл. Однако, несмотря на эту роль, его актёрская карьера не сложилась, и он вернулся в университет, подрабатывая время от времени.

## Nouvelle Star
Во многом благодаря уговорам семьи и друзей, Кристоф решил попробоваться во французском конкурсе молодых талантов Nouvelle Star. Исполнив песню Strong Enough британской певицы Des'ree, он поразил жюри своим голосом. Получив прозвище «La Tortue» («Черепаха») французским жюри Марианной Джеймс, он приобрёл большую популярность и в конечном итоге выиграл конкурс.
Дебютный альбом Кристофа под названием «Inventaire» был выпущен 16 апреля 2007 года; первый сингл «Elu Produit De L’annee» был представлен в марте. «Inventaire» занял первое место во французских чартах, было продано более 363 тысяч дисков.

## Дискография

### Студийные альбомы
- 2007 — Inventaire
- 2009 — Caféine
- 2011 — Prismophonic
- 2014 — Paraît-il

### Синглы
- 2006 : Sunny
- 2007 : Élu produit de l'année
- 2007 : Double je
- 2007 : Jacques a dit
- 2008 : Quelle chance/September
- 2009 : Berlin
- 2009 : Plus que tout
- 2009 : Heartbox
- 2010 : Entre nous et le sol
- 2011 : Cool
- 2012 : Si mes larmes tombent
- 2012 : Starlite
- 2012 : L'Amour me Gagne / Love Shot me Down
- 2012 : What did i do
- 2014 : Le chagrin
- 2014 : L'été en Hiver
- 2015 : Après Toi
- 2015 : Nous nus

## Фильмография
- 2004 — Alive